# Pierre Sarde
Pour les articles homonymes, voir Sarde (homonymie).
Pierre Sarde ou Sardes, mort le 26 juillet 1566, est un moine chartreux, français qui fut prieur de la Grande Chartreuse de 1554 à 1566 et donc ministre général de l'ordre des Chartreux.

## Biographie
Limousin d'origine, il fait profession à la chartreuse Notre-Dame de Cahors, le 26 juin 1523 et peu après, il est nommé procureur de cette maison. En 1530, il occupe la charge de prieur de Glandier, prieur de Notre-Dame de Cahors et visiteur de la province d'Aquitaine en 1531. Il est élu prieur de chartreuse et général de l'ordre, en 1554,.
Sous son généralat, la Grande Chartreuse souffre beaucoup des attaques des calvinistes, dirigé par François de Beaumont, baron des Adrets. Ils pillent et brûlent le monastère, le 5 juin 1562. Les religieux sont dispersés dans différentes maisons de l'ordre. Pendant quatre années, il est impossible de tenir le chapitre général à la Grande Chartreuse; en 1563, les dominicains de Chambéry offrent gracieusement leur maison, et le réfectoire est changé en salle capitulaire. En 1564 et 65, le chapitre se rassemble à Currière, et c'est seulement en 1566 que la Grande Chartreuse peut recevoir les prieurs.
En 1566, Dom Pierre Sarde demande un coadjuteur; Dom Bernard Carasse, prieur du Mont-Dieu en Champagne et visiteur de Picardie est élu coadjuteur et successeur.

## Famille
Son frère dom Jean Sarde (†1563) est docteur en théologie, chanoine de Bourges, prieur de Glandier (1547-1548), de Port-Sainte-Marie (1550-1556), de Vauclaire, premier prieur de Rodez, visiteur de la province d'Aquitaine.